# Chanson paillarde
Pour les articles homonymes, voir Paillard.

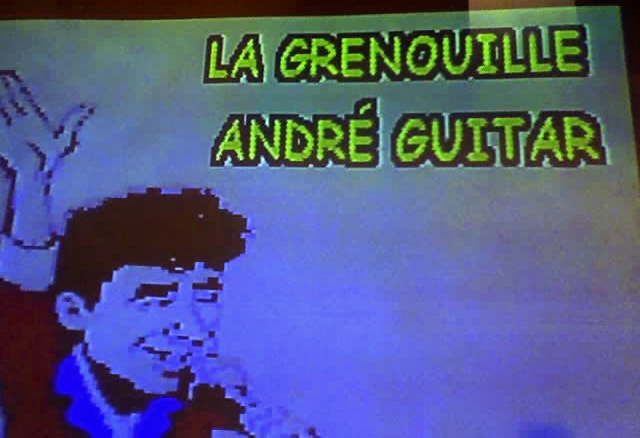
Écran de karaoké "La grenouille" d'André Guitar

Une chanson paillarde ou chanson gaillarde ou grivoise est une chanson populaire traditionnelle aux paroles osées, à caractère sexuel, ouvertement transgressive, visant à choquer les bienséances en violant les tabous qui ont cours dans la vie de tous les jours. Certaines sont des créations récentes, notamment des chansonniers des XIXe et XXe siècles.
En Belgique, l'expression « paillarde » est moins usitée, on parle plus volontiers de chanson estudiantine ou « folklorique ».

## Caractéristiques générales
Les chansons paillardes (souvent appelées « chansons cochonnes ») sont typiquement destinées à être chantées en groupe, dans des occasions festives où les inhibitions sont levées, les boissons alcoolisées aidant. Elles constituent un très vaste répertoire où coexistent diverses nuances (chansons libertines, licencieuses, franchement obscènes, jusqu'aux extrêmes de la scatologie et de la pornographie), mais qui ont en commun de braver les interdits de façon humoristique. Parfois, le contenu grivois n'est qu'allusif, avec des mots appelés par la rime mais non prononcés (comme dans À l'Auberge de l'Écu), ou bien suggérés par des coupures de mots (Là-haut sur la montagne).
Sur les marges, il peut y avoir une certaine aire de recouvrement avec les chansons à boire, les chants de marins (Allons à Messine), les chants de soldats (Tiens voilà la Coloniale), les chansons de supporters de clubs sportifs (spécialement dans le rugby), mais les chansons paillardes forment un répertoire assez bien délimité.
Elles ne se confondent pas non plus avec les chansons simplement érotiques : ces dernières, même quand elles emploient un langage leste voire très cru, tendent à célébrer les plaisirs charnels et à y inciter, alors que la chanson paillarde a pour spécificité d'insister sur les laideurs des comportements sexuels, mais sur le mode de l'outrance comique.
Cette vis comica repose sur le fait de viser d'une façon bouffonne des réalités qui, dans la vie normale, ne prêtent aucunement à rire : misogynie la plus brutale, viol, inceste, prostitution, adultère, grossesses indésirées, maladies vénériennes, insectes parasites pouvant infester les pilosités intimes, etc. Le caractère blasphématoire des chants paillards peut se manifester aussi dans le choix de la mélodie, en détournant une innocente comptine (Le Mousquetaire, qui reprend la musique de Il était une bergère), un cantique religieux (Avé le petit doigt), une marche funèbre (De profundis morpionibus).
Inversement, certaines chansons enfantines peuvent avoir été d'antiques paillardes qui ont été expurgées au fil des siècles mais dont le texte conserve à l'état fossilisé des sous-entendus grivois qui ne sont plus compris aujourd'hui (tel semble être le cas de Au clair de la lune ou de il court, il court, le furet contrepèterie donnant "il fourre il fourre le curé").

## Repères historiques
Les chansons paillardes semblent avoir été de tous temps et de tous lieux. L'anthropologue anglais E.E. Evans-Pritchard a décrit, dans des cultures primitives africaines apparemment très éloignées des nôtres, des moments d'obscénité ritualisée et même prescrite, en liaison avec les rites de passage imposés à l'adolescence, où la société des hommes s'affranchit temporairement des normes de décence qui sont strictement respectées le reste du temps. Toutes choses égales par ailleurs, ces cérémonies évoquent les rituels de bizutages qui ont lieu dans de nombreuses grandes écoles et facultés, et où les chansons les plus graveleuses sont de règle.

### La tradition goliarde
La tonalité spécifique à l'Europe occidentale du chant paillard est un héritage des Goliards, clercs dissipés qui n'hésitaient pas à railler et choquer autant qu'il était possible leurs maîtres et abbés. Cette tradition (dont est issu Rabelais) s'est prolongée jusqu'à l'époque moderne dans le fait que les chansons paillardes aiment à brocarder les ecclésiastiques, et que le monde étudiant est le milieu privilégié où elles se diffusent et se transmettent. Les étudiants en médecine et internes des hôpitaux en particulier : les différentes éditions du Bréviaire du carabin font autorité pour ce qui est des textes des chansons paillardes.
Nombre de celles-ci ont des racines anciennes, remontant au XVIIIe siècle — grande époque de libertinage littéraire et de fronde anti-religieuse — voire bien avant. On en connaît qui se sont implantées au Canada sous Louis XIV et ont depuis lors évolué séparément de leur souche européenne. Les plus anciens recueils imprimés de « chansons folâtres » datent de la Renaissance. Xavier Hubaut, directeur de la Chorale de l'ULB, n'hésite pas à affirmer que les paillardes « sont pratiquement les seuls témoignages chantés musicaux de la fin du Moyen Âge qui nous sont parvenus ».

### LeXIXesiècle
Au XIXe siècle, les « sociétés chantantes » qui réunissent un public essentiellement masculin dans les goguettes et caveaux sont le lieu d'une élaboration poussée de la gauloiserie, alimentée par le souvenir de la friponnerie d'Ancien régime et attisée en opposition à l'imagerie éthérée que donnent alors de l'amour la littérature et l'iconographie romantiques. À cette époque, la vie sexuelle des jeunes hommes se réduit souvent — à défaut de femmes mariées nymphomanes, de servantes consentantes ou d'adolescentes paysannes complaisantes, toutes plus ou moins fantasmées — à la fréquentation des « lorettes » et « grisettes » : autant de figures qui livrent les images de la femme qui dominent dans les hymnes paillards. 
Cette époque est aussi une ère de répression, d'autant plus que les goguettes sont suspectes aux yeux des pouvoirs publics (souvent à raison) d'abriter des assemblées séditieuses politisées. La pression sociale fait le reste pour imposer une autocensure. De ce fait, les paillardes évoluent dans une semi-clandestinité, et les chansonniers rivalisent de ruse pour rendre les gaudrioles plus ou moins présentables mais encore plus désopilantes, en y introduisant des mots d'esprit dont la finesse contraste avec la vulgarité du contexte. C'est une grande époque d'élaboration littéraire de ce répertoire, car de grands poètes ne dédaignent pas d'y contribuer, de Leconte de Lisle à Gustave Nadaud, sans doute aussi Alfred de Musset, Prosper Mérimée, Laurent Tailhade et bien d'autres.
De là vient que selon Bertrand Dicale, le chant paillard français a pour spécificité « d'avoir ajouté à la célébration chantée de l'acte de chair une virtuosité d'écriture qui, à la nécessaire outrance des motifs exposés, ajoute une recherche lexicale et narrative d'une exigence unique. La chanson paillarde est singulière par son alliance d'érudition et de grossièreté, de haute culture et de bas-ventre ».

## Exemples de chansons paillardes

### En français
- Bali Balo ou Père Dupanloup, selon les régions
- De profundis morpionibus
- La Digue du cul Publiée dans le recueil de chansons estudiantines Les Fleurs du mâle dès sa parution en 1922. Elle a notamment été interprétée par Les Frères Jacques.
- Les Filles de Camaret Chanson traditionnelle populaire, surtout dans l'Ouest de la France, et bien sûr à Camaret-sur-Mer.
- La Godinette
- Le Grenadier de Flandre
- La Grenouille[6] Par André Guitar, au Québec.
- La Grosse Bite à Dudule
- La Rirette ou Jeanneton (prend sa faucille)
- Travadja la moukère
- Vive la Bretagne

### En latin
- Io Vivat, chant estudiantin, originaire de la ville universitaire de Leyde à l’époque de la République batave
- Gaudeamus igitur, chant étudiant du XVIIIe siècle

## Culture et société

### Chansons paillardes récentes
Il existe des chansons récentes écrites dans la veine paillarde, comme Les Nuits d'une demoiselle, de Colette Renard, qui a également publié plusieurs albums de chansons grivoises. Georges Brassens a écrit plusieurs chansons gaillardes : Fernande, Mélanie, Le Pornographe, entre autres.

### Engagement politique
Certaines chansons paillardes ont une connotation politique. Le Père Dupanloup, Les Filles de Camaret, Cochon de moine, Le Cordonnier Pamphile brocardent le clergé catholique comme étant fondamentalement hypocrite. 
Le Duc de Bordeaux évoque la physionomie de celui qui n'est autre que le « comte de Chambord », prétendant au trône. Ces chansons ont été écrites à la fin du XIXe siècle, à l'époque où la République française s'oppose violemment au clergé catholique.

### Discographie
- Marc Robine, Emmanuel Pariselle, Gabriel Yacoub et al., Anthologie de la chanson française. La tradition paillarde : chansons à boire, gaillardes et libertines, EPM musique, 1994, 1CD + 1 brochure.
- Christopharius, 27 chansons paillardes… prises sur le vit, Forlane, 1989, 1CD.
- Colette Renard : 
  - 1960 : Chansons gaillardes de la vieille France
  - 1963 : Chansons très libertines
  - 1966 : Poèmes libertins du temps passé (triple 33 T 30 cm)
  - 1966 : Poèmes libertins du temps présent
  - 1969 : Chansons polissonnes
  - 1972 : Chansons galantes
  - 1973 : Chansons érotiques du royaume de France.
- Les Quatre Barbus : Chansons gaillardes.
- Les Frères Jacques : Chansons roides et vigoureuses, 1965.

#### Monographies

##### Recueils et anthologies
- Théo Staub, L'Enfer érotique de la chanson folklorique française, Plan-de-la-Tour, 1981, 2 t. en 1 vol., 224-343 p.
- Baptiste Vignol, Des chansons pour le dire : une anthologie de la chanson qui trouble et qui dérange, Paris, 2005, 380 p.
- Chansons paillardes, réunies et présentées par Riquet, Besançon, 1998, 127 p.
- Le Bréviaire du carabin, Paris, 1950, 192 p.
- « Recueil. Chansons paillardes », 1883-1931, BnF, Collection des Recueils, cote : GrFol WZ 89

##### Études sur la chanson paillarde
- Marie-Véronique Gauthier, Chanson, sociabilité et grivoiserie au XIXe siècle, Paris, Aubier, 1992, 311 p.

#### Articles de presse
- « Les stars masquées du Net », Le Point, 6 avril 2001

### Site Internet
- Répertoire de chansons paillardes
- Textes et mélodies de chansons paillardes
- Textes et mélodies de chansons paillardes avec recueil